# Saint-Rome
Saint-Rome är en kommun i departementet Haute-Garonne i regionen Occitanien i södra Frankrike. Kommunen ligger i kantonen Villefranche-de-Lauragais som tillhör arrondissementet Toulouse. År 2022 hade Saint-Rome 58 invånare.

## Befolkningsutveckling
Antalet invånare i kommunen Saint-Rome
Referens:INSEE